# دانيال كانتيلون
دانيال كانتيلون (بالإنجليزية: Daniel Cantillon)‏ هو مبارز بالسيف أمريكي، ولد في 17 فبراير 1945 في كليفلاند في الولايات المتحدة.

## وصلات خارجية
- دانيال كانتيلون على موقع أوليمبيديا (الإنجليزية)